# Niloufar Ardalan
Niloufar Ardalan (anhörenⓘ; * 16. Mai 1984; نیلوفر اردلان; auch Niloofar Ardallani) ist eine iranische Fußball- und Futsalspielerin.

## Leben und sportliche Karriere
Ardalan spielte Fußball im iranischen Verein Zob Ahan Banovan und war Kapitänin des iranischen Nationalteams. Sie gilt seit Jahren als eine der besten iranischen Fußballspielerinnen; ihr Spitzname lautet Lady Goal. 2003 war sie Mitglied des Nationalteams, das das erste offizielle Futsalspiel einer iranischen Frauen-Nationalmannschaft bestritt. Drei Jahre später gehörte sie zu der Mannschaft, die in Teheran gegen eine Frauenmannschaft des türkischen Fußballvereins BSV Al-Dersimspor aus Berlin-Kreuzberg spielte. Ein geplantes Rückspiel in Berlin wurde kurzfristig von iranischer Seite abgesagt. Über diese Begegnung wurde der Dokumentarfilm Football Under Cover gedreht.

## Streit um iranisches Passgesetz
2015 war die 30-jährige Ardalan für das iranische Futsal-Team zur Teilnahme an der ersten Meisterschaft für Frauen der Asian Football Confederation (AFC Women’s Futsal Championship) vom 21. bis 26. September im malaysischen Nilai nominiert. Sie konnte jedoch nicht daran teilnehmen, weil ihr Ehemann, der bekannte Sportkommentator Mehdi Toutounchi, der eigentlich als Befürworter von Frauenfußball gilt, ihre Ausreise verhinderte. Er begründete das mit der Einschulung des jüngsten Sohnes am 23. September, bei der sie teilzunehmen habe.
In einem Interview gab Niloufar Ardalan an, dass ihr Pass abgelaufen sei und ihr Mann sich geweigert habe, diesen verlängern zu lassen. Nach Artikel 18 des iranischen Passgesetzes ist dieses Einverständnis des Ehemannes notwendig. Sie habe intensiv trainiert und sich auf diese Meisterschaft vorbereitet. Auf Instagram wünschte sie sich eine Ausnahmeregelung für Sportlerinnen und bezeichnet sich als Soldatin und Flaggenträgerin ihres Landes.
Das Ausreiseverbot für Niloufar Ardalan wurde unter anderem mit einer Kampagne der Online-Bewegung My Stealthy Freedom beantwortet, die durch die heute in London lebende Journalistin Masih Alinejad im Mai 2014 ins Leben gerufen wurde. Unter dem Slogan „Jetzt sind die Männer an der Reihe“ posteten einige wenige iranische Männer auf Facebook und unter dem Hashtag #itsmensturn in den sozialen Medien im Iran und sprachen sich für eine Änderung des Passgesetzes aus. Frauen nutzten den Hashtag #WeAreAllNiloufarArdalan. Andere Iraner sahen das Thema als reine Privatsache an: Wenn sie sich mehr um ihre Familie kümmern würde als um Fußball, wäre das nie ein Thema geworden, die Kampagne stieß im Iran auf wenig Widerhall. Nachdem zivilgesellschaftliche Proteste nach den iranischen Präsidentschaftswahlen 2009 eingedämmt und niedergeschlagen wurden, herrscht eher Stillstand. Frauenrechte im Iran sind nach wie vor vielfältig eingeschränkt, der Iran gehört zu den wenigen Ländern weltweit, die die UN-Konvention zur Beseitigung jeder Form von Diskriminierung der Frau nicht unterzeichnet haben. 
Im November 2015 konnte Ardalan zur Teilnahme am Futsal-Weltcup nach Guatemala ausreisen, nachdem sie ein Gericht angerufen hatte und ihr die Behörden gegen den Willen ihres Mannes ein Einmal-Ausreisevisum ausgestellt hatten.
Nachdem der Ehemann der paralympischen Bogenschützin Zahra Nemati versucht hatte, deren Ausreise zu einem sportlichen Wettbewerb zu verhindern, wurde im Iran ein neues Passgesetz verabschiedet. Danach entscheiden anstelle des Ehemanns nun die Behörden über die Ausreise von Frauen, die an Sportwettbewerben, akademischen und kulturellen Konferenzen und Festivals teilnehmen wollen, auf die Pilgerfahrt nach Mekka gehen wollen oder eine medizinische Behandlung im Ausland benötigen.

## Rezeption
Im September 2018 kam der Film Araghe Sard (Die Erlaubnis, englischer Titel Cold Sweat) von Soheil Beiraghi heraus, der auf der Geschichte rund um die Ausreise von Niloufar Ardalan basiert. Die Hauptdarstellerin Baran Kosari nahm für die Darstellung der Hauptrolle 20 Kilogramm ab und trainierte Futsal, Amir Jadidi verkörperte ihren Ehemann. Im Iran war der Film kaum zu sehen war, da er von der wichtigsten Kinokette Hozeh Honari boykottiert wurde. Im November 2018 kam er unter dem Titel La Permission in Frankreich in die Kinos. Der Verband der iranischen Filmemacher protestierte öffentlich gegen den „illegalen Boykott“ durch die Kinokette, die einer vom Staat unterstützten islamischen Propaganda-Organisation nahesteht. Als der Film im Februar 2018 erstmals auf dem Internationalen Fajr-Filmfestival gezeigt werden sollte – wo er auch zwei Auszeichnungen gewann –, versuchte der Ehemann von Niloufar Ardalan, Mehdi Toutounchi, dies per Verfügung zu verhindern, zog aber später seinen diesbezüglichen Antrag zurück.
Im April 2023 fand im Deutschen Fußballmuseum in Dortmund eine gemeinsame Veranstaltung von Museum und Amnesty International statt, bei der unter dem Titel Frau. Leben. Freiheit auf die prekäre Menschenrechtslage und die Revolutionsbewegung im Iran aufmerksam gemacht wurde. Dabei wurden Schicksale iranischer Sportlerinnen und Sportler, die sich aktiv an den seit Monaten anhaltenden Protesten im Land gegen das Mullah-Regime beteiligen, vorgestellt sowie ebenfalls die Geschichte von Nilufar Ardalan, die trotz massiver Beschränkungen eine Fußballschule für junge Mädchen in Teheran betreibe.

## Ehrungen
2015 wurde Niloufar Ardalan von der British Broadcasting Corporation auf der Liste der 100 wichtigsten Frauen des Jahres gelistet.